# ابراهیم بن حسن احسائی
ابراهیم بن حسن احسائی (؟ -۱۶۳۹م) زبان‌شناس و فقیه حنفی عربستانی بود. به شعر نیز پرداخت. شرح نظم الأجرومیة و دفع الأسی از آثار اوست.